# Лисівка (гора)
Ли́сівка (гора) (321 м) — розміщена в місті Винниках (біля Львова). Належить до ландшафту Давидівського пасма, яке являє собою невисоке узгір'я. Біля підніжжя Лисівки — Винниківський цвинтар і Костел Вознесіння Пресвятої Богородиці (Винники). Тут проростають: сосна звичайна, бук європейський, граб звичайний. Ґрунти — сірі лісові опідзолені супіщані.
Археологи виявили на горі сліди перебування носіїв культури лійчастого посуду і пізньотрипільської культури. На вершині гори є військові траншеї часів Другої світової війни.
У далекому минулому (70 млн. років тому) у крейдяний період мезозойської ери (145,0 млн. років тому - 66,0 млн. років тому) на території сучасних Винник було море. Залишки решток тварин, які населяли це море, можна знайти і тепер на цій горі. Гора складається з сіро-жовтих пісків, пісковиків та вапняків. Схили — стрімкі, особливо південний та східний, місцями з урвищами. 